# Bernard Cassen
Pour les articles homonymes, voir Cassen.
Bernard Cassen, né le 2 novembre 1937 à Paris et mort le 12 juin 2025 à Saint-Maur-des-Fossés, est un professeur des universités, homme politique et journaliste français.
Il est directeur général du mensuel d'information Le Monde diplomatique entre 1996 et janvier 2008. Il joue un rôle essentiel dans la création et le démarrage de l'organisation altermondialiste Attac-France, d'abord en France puis pour son extension au niveau international, avant d’en devenir président d'honneur.

## Biographie

### Carrière
Bernard Cassen, agrégé d'anglais, puis docteur ès lettres, est l'un des fondateurs de l'université de Vincennes, devenue en 1980 université Paris 8-Vincennes à Saint-Denis.
Pendant plusieurs années, il dirige le Département d’études des pays anglophones. Il participe ensuite à la création, en 1992, de l’Institut d’études européennes au sein de cette université. À partir de 1992, il y est titulaire d’une chaire européenne « Jean-Monnet » de sciences politiques. À partir de 2000, il est professeur des universités émérite et vice-président du Conseil d'administration de l’Institut.
De 1981 à 1985, Bernard Cassen dirige la Mission interministérielle de l’information scientifique et technique (Midist), chargée de la politique nationale et internationale du gouvernement français en matière de banques de données scientifiques et techniques, d’édition et de culture scientifique et technique. Il remet en 1985 un rapport sur les industries de la langue au ministre de la recherche.
Collaborateur du Monde à partir de 1967, Bernard Cassen devient ensuite, en 1973, l’un des membres de l’équipe constituée par Claude Julien au mensuel Le Monde diplomatique. De 1996 à 2008, il est directeur général de l’entreprise éditrice de ce mensuel. Il continue d’y collaborer, et il tient également une chronique régulière sur l’Europe dans son édition en espagnol. Agrégé d'anglais, il préfère parler l'espagnol par réflexe « anti-impérialiste » et a longtemps couvert l'Amérique latine,.
Il est secrétaire général de la Maison de l’Amérique latine à Paris, et secrétaire général de l’association Mémoire des luttes.
Il est une des figures marquantes du mouvement altermondialiste, en France et sur le plan international. Il est le premier président de l'association Attac, de 1998 à 2002, avant d'en devenir, aux côtés d'Ignacio Ramonet, président d'honneur. Il a joué un rôle majeur dans le lancement du premier Forum social mondial (FSM) à Porto Alegre en janvier 2001, comme dans la suite des multiples FSM et Forum social européen (FSE) qui lui ont succédé partout dans le monde.
Il est resté membre du Bureau de Attac jusqu'en 2006, durant la présidence de Jacques Nikonoff qu'il avait appelé à lui succéder en 2002. Il est toujours membre de son Conseil scientifique. Il est aussi membre du Conseil international du Forum social mondial.
Dans une série d'articles parus dans l'hebdomadaire Politis, Bernard Cassen se montre très critique à propos de Tariq Ramadan et reproche à « quelques journalistes et [à] une frange, très minoritaire, de la mouvance altermondialiste » de promouvoir ses idées.
À la suite d'une chronique de Bernard-Henri Lévy parue en décembre 2010 dans le magazine Le Point qui l'accusait à tort de liens avec le Bloc identitaire, Bernard Cassen a porté plainte pour diffamation publique. En avril 2013, le directeur de la publication du magazine Franz-Olivier Giesbert et Bernard-Henri Lévy sont condamnés par la 17e chambre correctionnelle de Paris à une amende de 1 000 €, assortie de sursis pour Bernard-Henri Lévy dont c'est la première condamnation.
Bernard Cassen a été soupçonné d'être à l'instigation d'une fraude électorale à Attac lors du renouvellement du conseil d'administration en 2006. Toutefois, la plainte contre X pour fraude n'a abouti qu'à un non-lieu en août 2009,.

### Mort
Il meurt à l'âge de 87 ans le 12 juin 2025 à Saint-Maur-des-Fossés, des suites d'une maladie neurologique,. Il est incinéré et ses cendres sont dispersées au cimetière du Père-Lachaise durant une cérémonie publique.

## Publications
Bernard Cassen a publié des centaines d'articles dans de nombreux journaux et périodiques français et étrangers, et principalement dans Le Monde diplomatique.
Les ouvrages récents dont il est auteur ou le coauteur sont :
- Contre la dictature des marchés (1999) avec ATTAC, Liêm Hoang-Ngoc et Pierre-André Imbert.
- a postfacé ATTAC / FMI : les peuples entrent en résistance, 2000.
- Attac au Zénith, Mille et Une Nuits, Paris, 2002.
- Tout sur Attac 2002, Mille et Une Nuits, 2002.
- Tout a commencé à Porto Alegre... Mille forums sociaux, Paris, 1001 nuits, 2003.
- L'Empire de la guerre permanente, Mille et Une Nuits, Paris, 2004.
- Cette Constitution qui piège l'Europe, Mille et Une Nuits, Paris, 2005.
- Manifeste altermondialiste, Mille et Une Nuits, Paris, 2008.
- En finir avec l'eurolibéralisme, Mille et Une Nuits, 2008.
- S'entendre entre langues voisines: vers l'intercompréhension, Éditions Georg, Chêne-Bourg, Suisse, 2008.
- Pourquoi la francophonie?, VLB Éditeur, Montréal, 2008.
- Vincennes, une aventure de la pensée critique, Flammarion, Paris, 2009.
- Élections européennes: mode d'emploi (avec Louis Weber), Éditions du Croquant, Broissieux, 2009.
- Le Parlement européen, pour faire quoi ? (avec Hélène Michel et Louis Weber), Éditions du Croquant, 2014.